# Idaea degeneraria
Idaea degeneraria là một loài bướm đêm thuộc họ Geometridae. Nó được tìm thấy ở châu Âu.
Loài này có sải cánh dài 26–31 mm. Con trưởng thành bay làm một đợt từ tháng 6 đến tháng 7 .
Ấu trùng ăn bồ công anh và đám cỏ.

## Hình ảnh

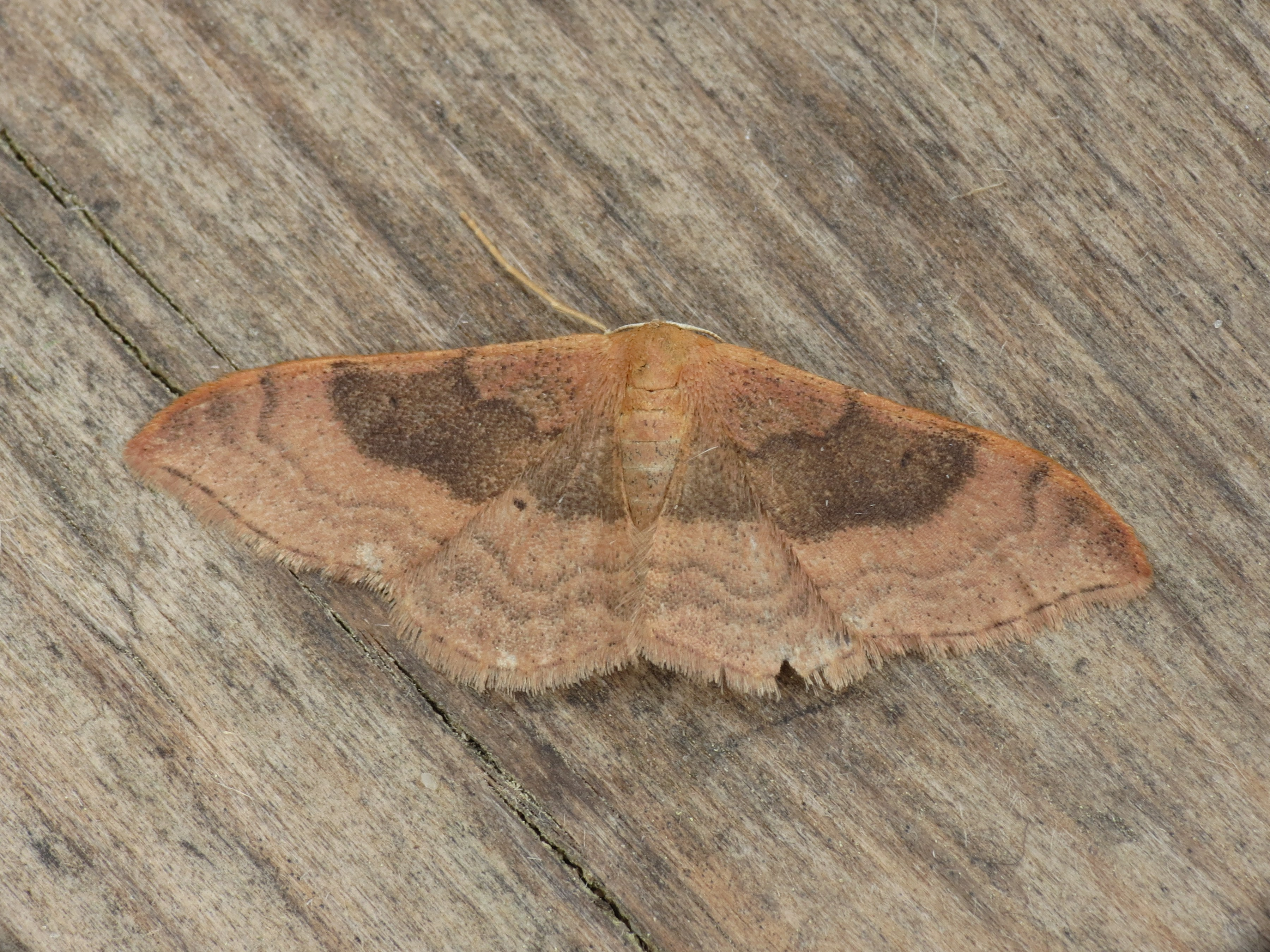
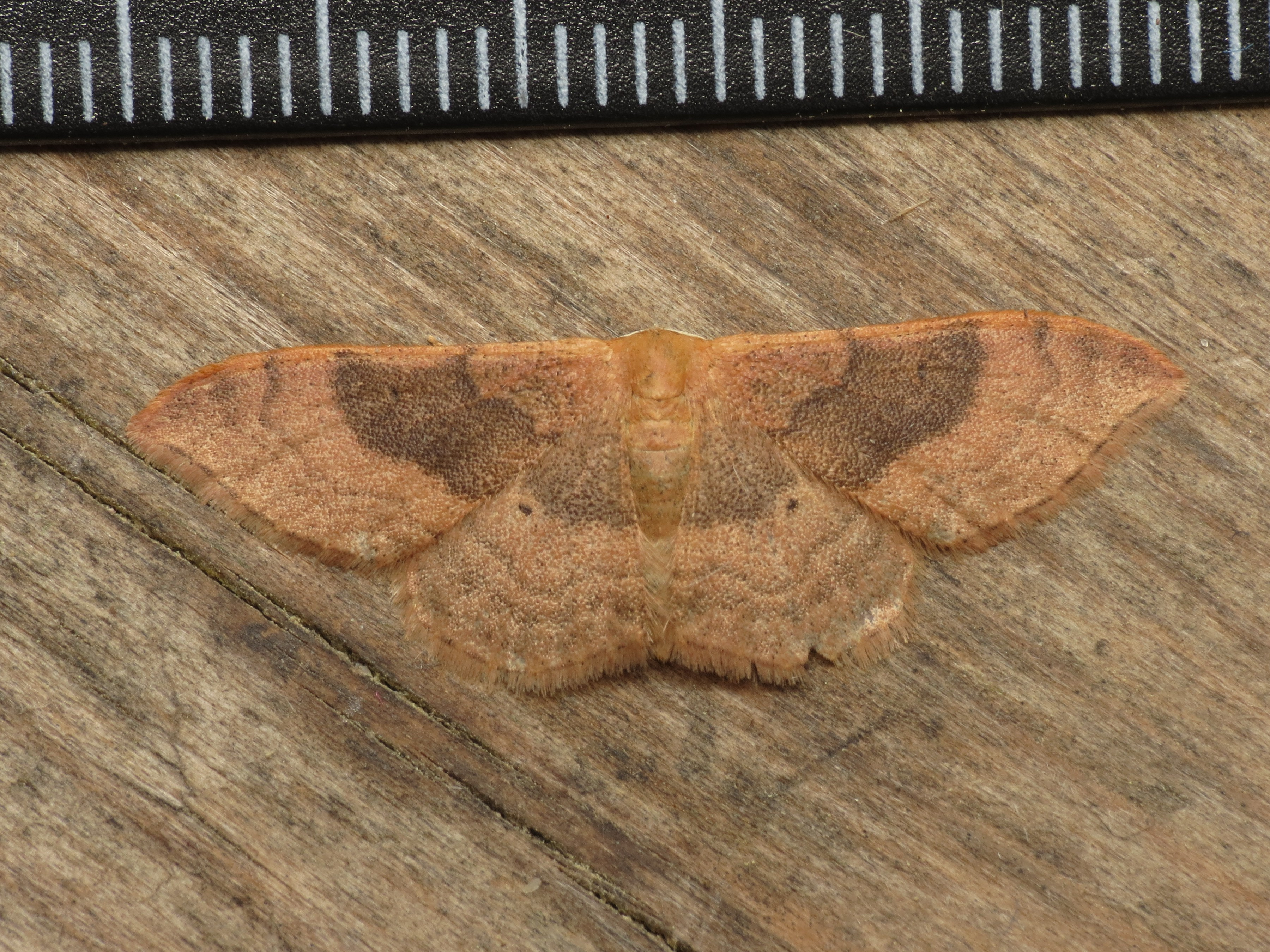
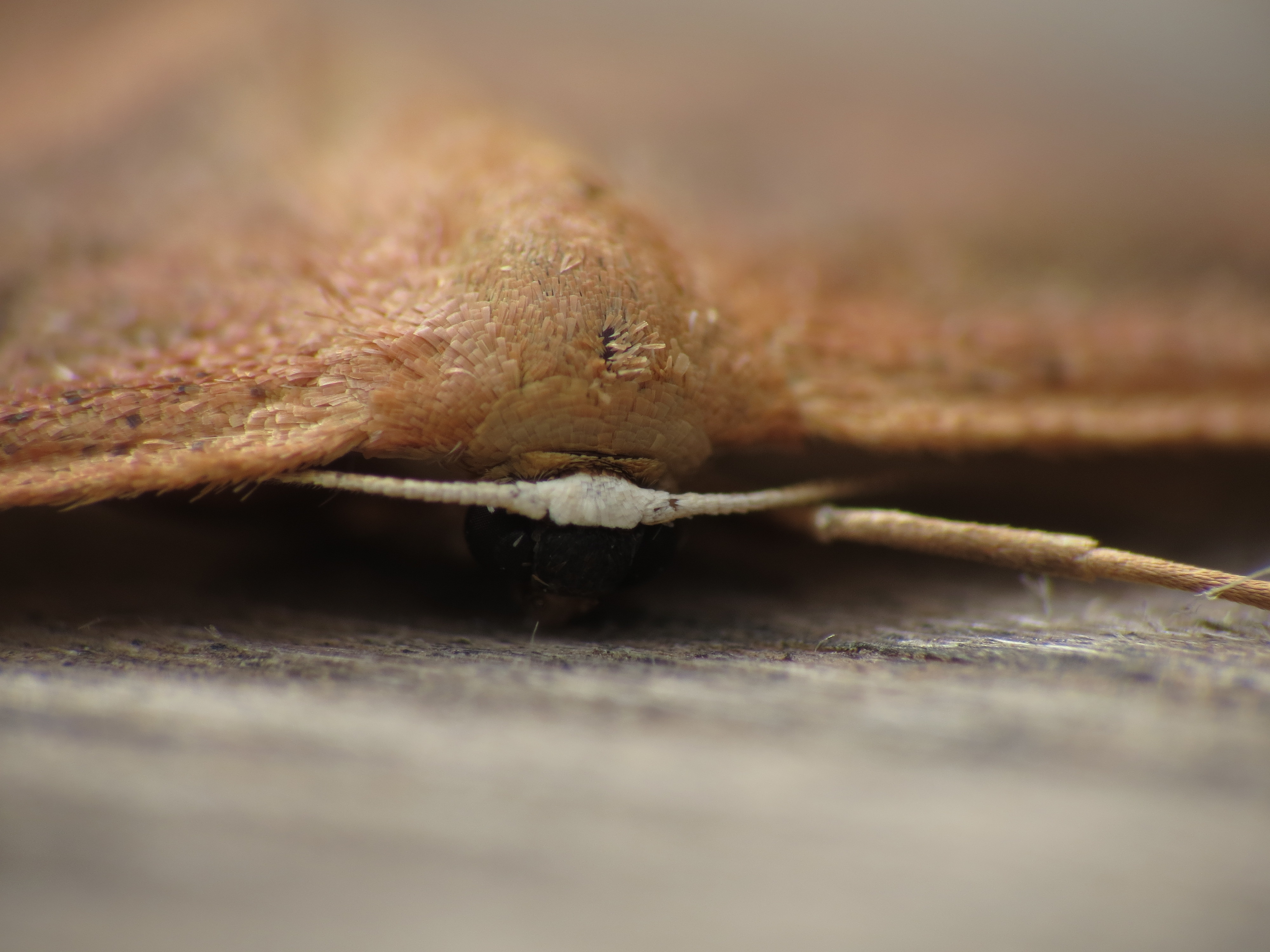
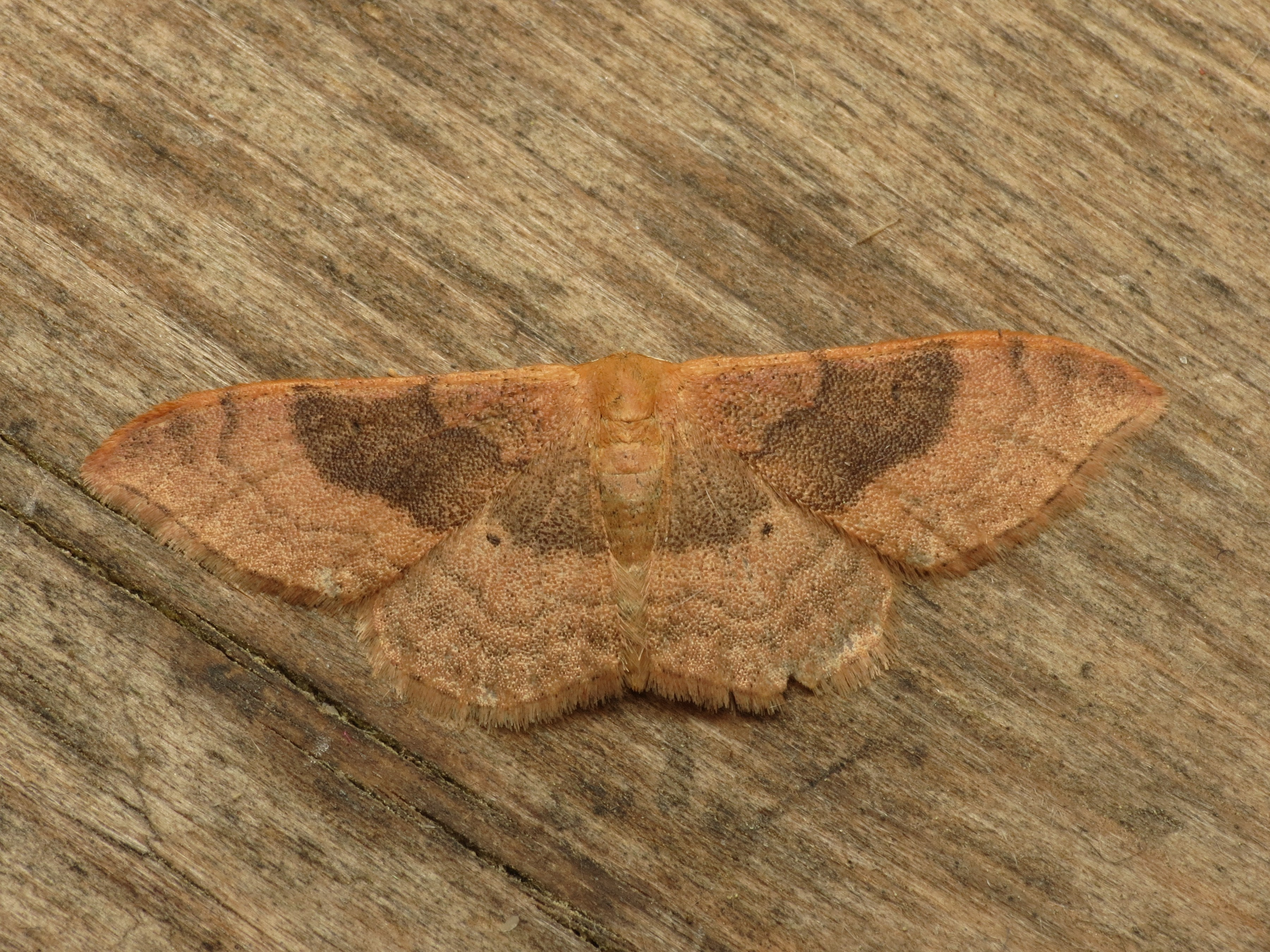